# Samfundet för byggnadskonst
Samfundet för byggnadskonst (finska: Rakennustaiteen seura) är ett 1955 grundat vetenskapligt samfund i Helsingfors för dokumentation, bevarande och förstärkande av kvaliteten i den byggda miljön.